# Александровская Слобода (Татарстан)
Алекса́ндровская Слобода́ — село в Заинском районе  Республики Татарстан Российской Федерации. Является административным центром Александро-Слободского сельского поселения.

## География
Село расположено на реке Лесной Зай, в 16 километрах к юго-востоку от города Заинска. 

## История
Основано в 1650-х годах. 
С 1736 года являлось местом поселения отставных унтер-офицеров и лейб-гвардейцев. В 1767 году, помимо гражданского населения, здесь был 61 двор из отставных, в которых проживало 214 человек. Позднее жители села относились к категории государственных крестьян. Занимались земледелием, разведением скота, пчеловодством, сапожным и гончарным промыслами. Во время Крестьянской войны 1773-75 годов Александровская Слобода являлась местом сосредоточения повстанцев. 
В 1814 году здесь была построена Рождественская церковь (памятник архитектуры). По сведениям 1870 года, в селе имелись мельница, земское училище. 
В начале XX века земельный надел сельской общины составлял 3513 десятин. Во время Вилочного мятежа 1920 года среди населения были значительные жертвы. В 1919 году в Александровской Слободе образовался первый совет, в 1930 году два колхоза «Новая жизнь» и «Пролетарий». В 1950 году Александровская Слобода стала центральной усадьбой колхоза «Красный партизан», в 1970 году — совхоза с одноимённым названием, в 1998 году в ней расположился сельскохозяйственный производственный кооператив «Александровский». 
До 1920 года село входило в Заинскую волость Мензелинского уезда Уфимской губернии. С 1920 года в составе Мензелинского, с 1922 года — Челнинского кантонов ТАССР. С 10 августа 1930 года в Акташском, с 10 февраля 1935 года в Заинском, с 1 февраля 1963 года в Челнинском, с 1 ноября 1972 года в Заинском районах.

## Население
| 1859 | 1897 | 1913 | 1926 | 1938 | 1949 | 1958 | 1970 | 1979 | 1989 | 2000 |
| ---- | ---- | ---- | ---- | ---- | ---- | ---- | ---- | ---- | ---- | ---- |
| 906  | 1628 | 1889 | 1004 | 589  | 454  | 455  | 368  | 344  | 426  | 461  |

## Экономика
Полеводство, молочное скотоводство.

## Социальная инфраструктура
Средняя школа, дом культуры, библиотека.